# Абалаков, Евгений Михайлович
Евге́ний Миха́йлович Абала́ков (4 [17] февраля 1907, Красноярск, Енисейская губерния — 24 марта 1948, Москва) — советский скульптор и альпинист, заслуженный мастер спорта СССР по альпинизму (1934). Родной брат Виталия Абалакова.
Совершил первовосхождение на пик Сталина (Памир, 1933), ему одному из многочисленного состава штурмового отряда памирско-таджикской экспедиции удалось достичь вершины 7 495 метров. Совершил восхождение не менее, чем на 50 вершин, проводил научные исследования, изучал и наносил на карты горные хребты и ледники Памира и Тянь-Шаня.

## Биография

Могила Абалакова на Новодевичьем кладбище Москвы. Общий вид

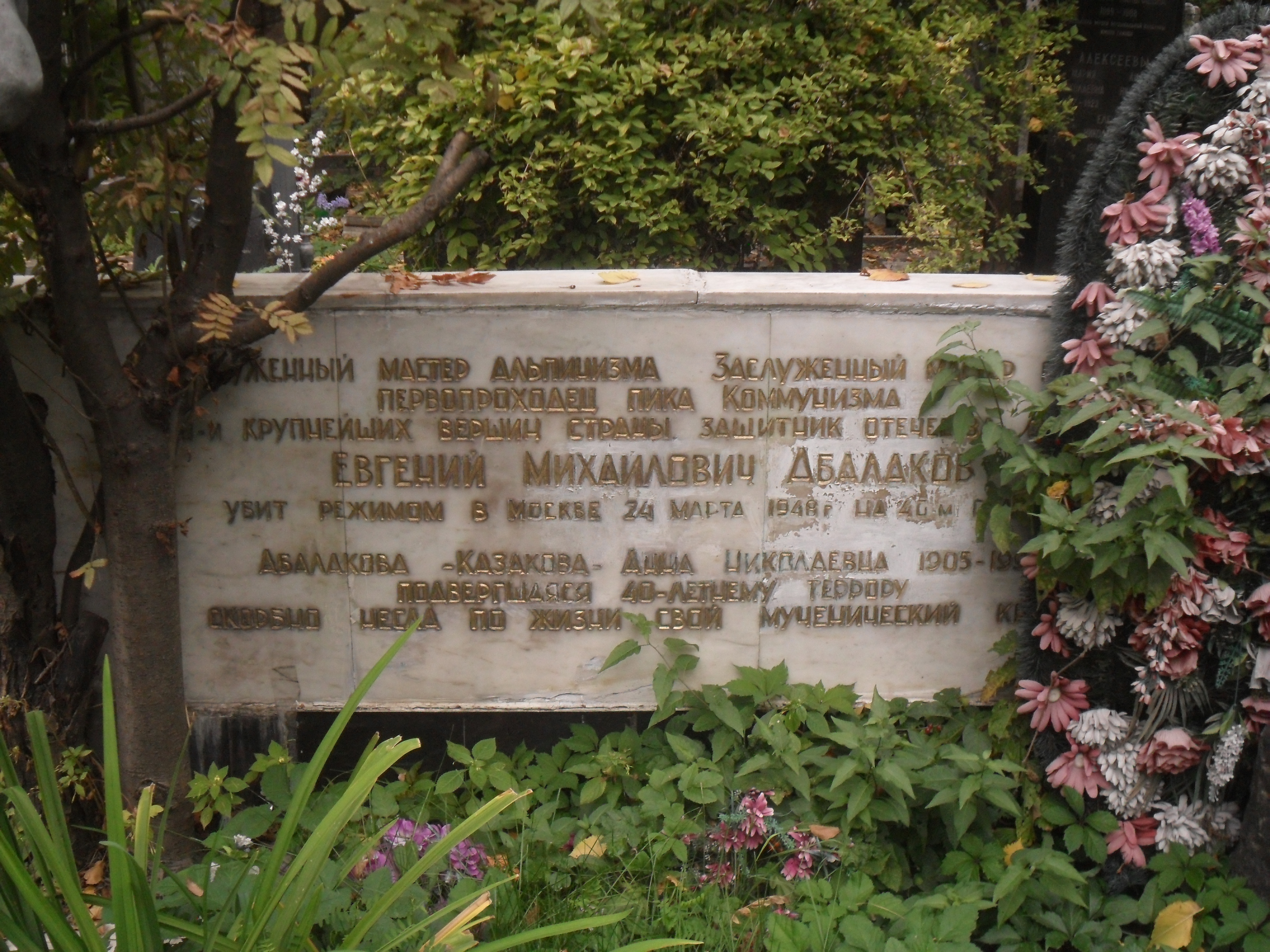
Могила Абалакова на Новодевичьем кладбище Москвы. Плита

Родился в Енисейске в семье дочери судовладельца Клавдии Ивановны Глотовой и потомственного «торгового казака» Михаила Онисимовича Абалакова.
В 1932 году окончил Московский государственный академический художественный институт имени В. И. Сурикова, был членом союза художников СССР, создал ряд картин и скульптур, среди которых — наиболее известна скульптурная группа «Альпинист и альпинистка». Памятник В. И. Ленину в Керчи работы Абалакова уничтожен фашистами в 1941 году.
В самом начале войны добровольцем ушёл в армию. До лета 1942 года воевал под Москвой в составе ОМСБОН. С августа 1942 года вместе с другими альпинистами принимал участие в обороне Кавказа. Преподавал в школе военного альпинизма и горнолыжного дела Закавказского фронта и совершал восхождения. В 1944 году руководил восхождением воинских подразделений на Казбек, а затем с офицерами-альпинистами Михаилом Ануфриковым и Валентином Коломенским совершил сложное первопрохождение — траверс пяти вершин Джугутурлючата. 1945 — зимнее восхождение на седловину Ушбы, целью которого был поиск погибшей там в октябре группы Алёши Джапаридзе. 1946 — руководитель первовосхождений на шеститысячники юго-западного Памира пик Патхор (6080 м) по западному гребню и пик Маркса (6723 м). 1947 — руководитель первовосхождения на пик 30-летия Советского государства (6447 м, СВ Памир). В течение ряда лет был членом президиума Всесоюзной секции (федерации) альпинизма СССР, выступал с докладами и публикациями в печати. Был членом географического общества СССР, входил в состав его президиума.
Погиб вместе с Юрием Арцишевским в московской квартире от отравления угарным газом из неисправной газовой колонки в ночь с 23 на 24 марта 1948 года. Данная версия гибели является официальной и она подвергалась критике уже в те годы. Действительный член Академии медицинских наук СССР, лауреат Ленинской и Государственной премий, профессор Август Летавет заявлял: «Газ не выбирает: или все жильцы квартиры должны были погибнуть, или все остаться живы!»
.
Похоронен на Новодевичьем кладбище в Москве. 3 сентября 1957 года, в честь 24-летней годовщины восхождения спортсмена на Пик Сталина, на могиле установлена скульптура «Альпинист», выполненная Евгением Абалаковым в 1930-х годах.

### Семья
Был женат на Анне Николаевне, сын Алексей (род. 17.02.1941), художник-скульптор.
Братья Виталий и Евгений (17.02.1907).

## Награды
- Медаль «За оборону Кавказа»[7]
- Медаль «За оборону Москвы»[8]

## Память
- В честь Евгения Абалакова были названы пик на Памире, горные вершины на Тянь-Шане, Абалаковская щель на Коммунаре, Абалаковский цирк на Такмаке
- Именем Братьев Абалаковых в Красноярске названа улица. В Красноярске сохраняется дом по адресу улица Ленина 74, где жили Абалаковы
- Памяти братьев Абалаковых в Красноярске регулярно проводят всероссийские соревнования по скалолазанию
- В 1934 году скульптор Иван Андреев выполнил терракотовый портрет Евгения Абалакова[9]

## Труды
- Абалаков Е. М. На высочайших вершинах Советского Союза. — М.: АН, 1963.
- Абалаков Е. М. На высочайших вершинах Советского Союза. — Красноярск, 1989.